# Abraham ben Mordecai Farissol

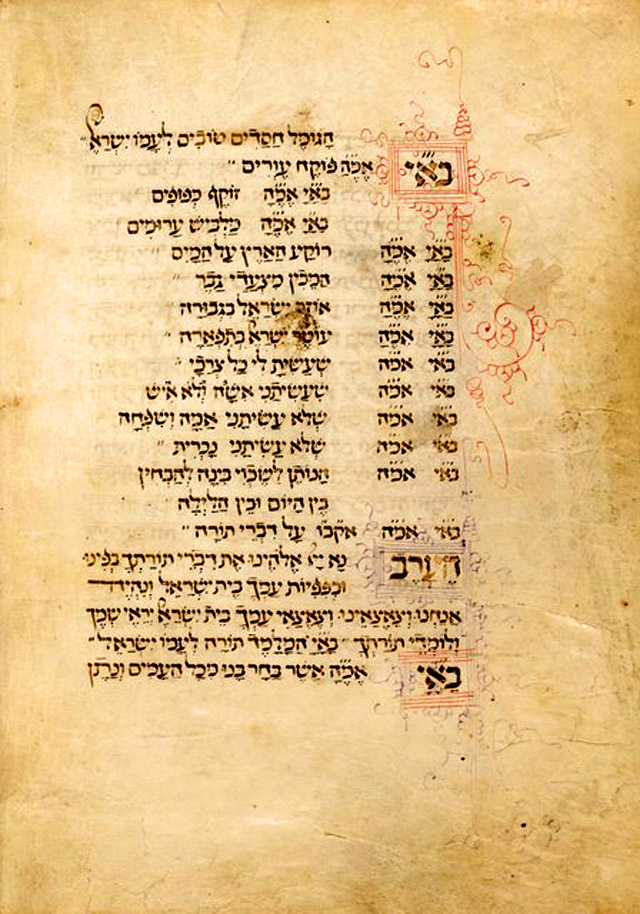
Mahzor, rite pour les femmes rédigé en 1471 par Abraham ben Mordecai Farissol, MS 8255, Fol. 5v°

Abraham ben Mordecai Farissol (Avignon, 1451, - Italie, 1525 ou 1526) est un écrivain, chercheur et géographe juif du XVe siècle.

## Biographie
Né de parents italiens résidant à Avignon en 1451, où il passa son enfance jusqu'en 1468, il résida ensuite à Mantoue puis à Ferrare à partir de 1473. Il mourut en Italie en 1525 ou 1526.  

## Œuvres
Il fut chantre de la synagogue de Ferrare où il entreprit de copier des manuscrits et de traduire de nombreuses œuvres philosophiques. De fut là qu'il écrivit des commentaires sur ce qu'est la Torah pour le peuple juif, et rédigea un commentaire sur le livre du Pentateuque  intitulé Pirhe Shoshannim.
Puis il écrivit, à la demande de Hercule Ier d'Este, duc de Ferrare, un ouvrage polémique connu sous le nom de Magen Abraham ou ha-Dat Wikkuah. La deuxième partie est dirigée contre le christianisme, la troisième contre l'Islam. Le duc, lui fit traduire ses textes en italien, afin que ses adversaires puissent lire ses critiques. Vers la même époque Abraham Farissol écrivit des commentaires sur le livre de Job, livre de l'Ancien Testament et du Tanakh, qui furent insérés dans la Biblia Rabbinica, publiée à Venise, en 1518.
Mais son œuvre principale reste Olam Iggeret Orehot, qui aborde, en trente chapitres, la cosmographie et la géographie. Elle fut imprimée à Ferrare, en 1524, puis Venise, en 1586. Il y traite de la découverte du monde, intègre les légendes racontées par les voyageurs, et celles des dix tribus d'Israël. Le Iggeret a été traduit en latin sous le titre de Tractatus Itinerum Mundi et publié à Oxford, en 1691. 

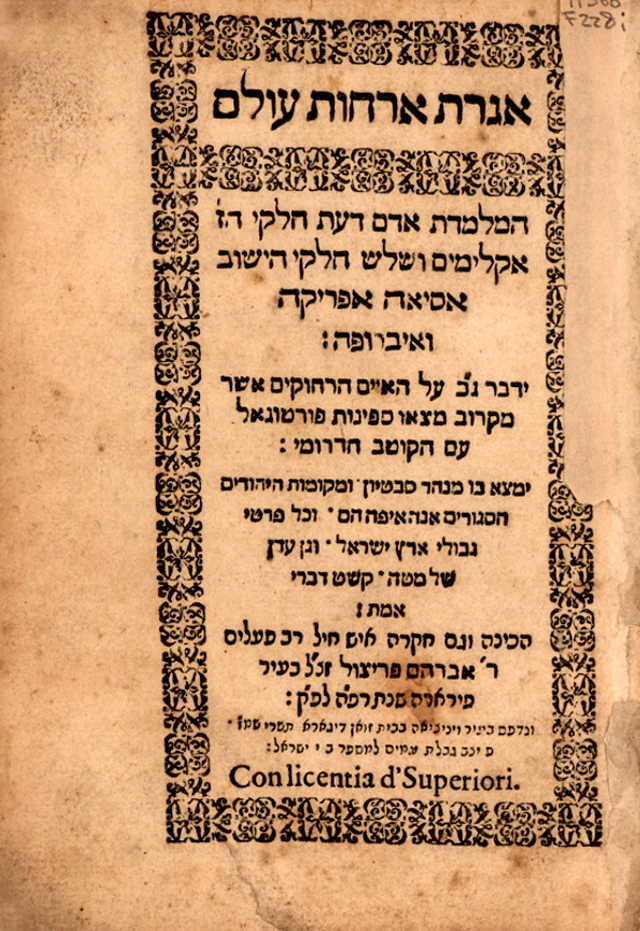
Olam Iggeret Orehot, imprimé à Venise en 1586 par Giovanni di Gara
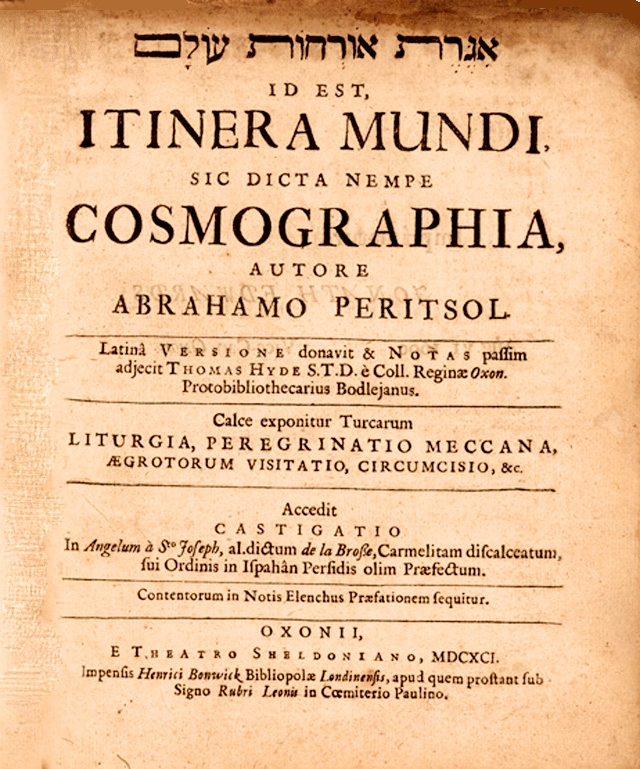
Itinera mundi, sic dicta nempe, imprimé à Oxford en 1691 par Henry Bonwick
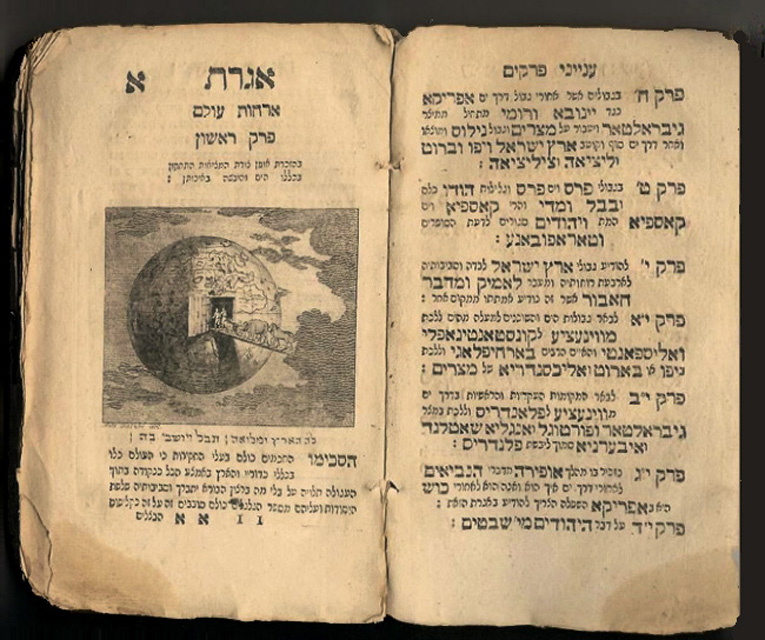
Impression de 1793 de Cosmographie et Géographie par Abraham ben Mordecai Farissol

En 1525, il écrivit sur l'Ecclésiastique, l'un des livres deutérocanoniques de la Bible chrétienne, dont la composition a été attribuée à Jésus, fils de Sirach.. Il a également traduit en hébreu la Logique d'Aristote et le recueil de Porphyre. Quelques-uns de ses sermons ont été conservés ainsi que des lettres qu'il envoya, de 1468 à 1474 à ses correspondants.